# Alison Riske
Alison Riske (Pittsburgh, 3 juli 1990) is een professioneel tennisspeelster uit de Verenigde Staten van Amerika. Riske begon met tennis toen zij drie jaar oud was. Zij speelt rechtshandig en heeft een tweehandige backhand. Zij is actief in het proftennis sinds 2009. Sinds 27 juni 2022 staat zij bij de WTA ingeschreven als Alison Riske-Amritraj.

## Loopbaan

### Enkelspel
Riske nam in de jaren 2004–2006 deel aan de kwalificaties voor het ITF-toernooi van Pittsburgh, haar geboorteplaats – zij bereikte daarbij niet het hoofdtoernooi. In 2007 werd zij voor het eerst op een ITF-toernooi toegelaten (in Ashland). In datzelfde jaar werd zij in Pittsburgh tot het hoofdtoernooi toegelaten zonder kwalificatiefase. In 2008 kwam zij voor het eerst voorbij de eerste ronde, in het ITF-toernooi van Saint Joseph; zij bereikte daar de halve finale. Haar eerste finale bereikte zij in 2009 op het ITF-toernooi van Hilton Head, haar huidige woonplaats – zij verloor die finale van de Amerikaanse Alexandra Mueller. Later dat jaar kon zij haar eerste toernooizege vieren, op het toernooi van Troy waar zij de Amerikaanse Christina McHale versloeg in drie sets. Pas in 2009 nam zij voor het eerst deel aan toernooien buiten de Verenigde Staten, maar wel binnen de Amerika's (Canada en Puerto Rico). Het jaar daarna maakte zij voor het eerst de oversteek naar Europa en in dat jaar won zij in drie weken tijd drie ITF-toernooien (in Engeland en Frankrijk). In 2011 bedroeg de oogst slechts één toernooiwinst (Joué-lès-Tours in Frankrijk).
Een nieuwe fase in haar carrière brak aan in 2014, met het winnen van haar eerste WTA-titel, op het toernooi van Tianjin. In juni 2019 won zij in twee achtereenvolgende weken haar negende ITF-titel, in Surbiton (Engeland), en haar tweede WTA-titel, in Rosmalen, allebei op gras. Aansluitend op Wimbledon wist zij in de vierde ronde het nummer één op de wereldranglijst, Ashleigh Barty, te verslaan – hiermee verbrak Riske Barty's onafgebroken reeks van 15 overwinningen. In oktober 2019 kwam zij binnen in de top 20 van de wereldranglijst, waaruit zij in september 2020 weer wegzakte.

### Dubbelspel
Riske was in het dubbelspel minder actief dan in het enkelspel. Ook hier lag haar eerste poging in Pittsburgh (eerste ronde, 2006). Het jaar 2007 bracht haar in het dubbelspel drie kwartfinales. Na een halve finale in 2008 smaakte zij in 2009 haar eerste dubbelspelzege (Hilton Head), de dag voor haar enkelspelfinale aldaar – samen met Jacqueline Cako versloeg zij het koppel Natalie Pluskota / Caitlin Whoriskey in de match-tiebreak. In 2009 en 2011 volgden nog meer finaleplaatsen, maar een verdere toernooiwinst in het dubbelspel bleef uit.
In 2019 bereikte zij op het Australian Open de halve finale, samen met landgenote Jennifer Brady, door onder meer de Taiwanese zussen Chan te verslaan.

### Tennis in teamverband
In de periode 2014–2022 maakte Riske deel uit van het Amerikaanse Fed Cup-team – zij behaalde daar een winst/verlies-balans van 2–3.

## Persoonlijk
Riske's vader was een medewerker van de FBI.
In juli 2019 trad zij in het huwelijk met Stephen Amritraj – drie jaar lang (tot en met juni 2022) nam zij nog onder de naam Riske aan toernooien deel; daarna veranderde zij dit in Riske-Amritraj.

## Speelstijl
Riske staat erom bekend opvallend goed te spelen op snelle typen ondergrond, zoals gras en overdekt hardcourt. Zij heeft een prima opslag en is taai in de rally.

## Posities op deWTA-ranglijst
Positie per einde seizoen:
| jaar | rang enkelspel | rang dubbelspel |
| ---- | -------------- | --------------- |
| 2007 | 627            | 591             |
| 2008 | 895            | 734             |
| 2009 | 222            | 465             |
| 2010 | 118            | 850             |
| 2011 | 135            | 199             |
| 2012 | 179            | 241             |
| 2013 | 57             | 265             |
| 2014 | 45             | 80              |
| 2015 | 97             | 285             |
| 2016 | 41             | 207             |
| 2017 | 70             | 121             |
| 2018 | 63             | 317             |
| 2019 | 18             | 44              |
| 2020 | 26             | 70              |
| 2021 | 51             | 204             |

## Palmares
| Legenda                 |
| ----------------------- |
| Grandslamtoernooi       |
| Olympische Spelen       |
| Year-End Championships  |
| Premier Mandatory       |
| Premier Five / WTA 1000 |
| Premier / WTA 500       |
| International / WTA 250 |
| Challenger / WTA 125    |

### Overwinningen op een regerend nummer 1
Riske heeft tot op heden eenmaal een partij tegen een op dat ogenblik heersend leider van de wereldranglijst gewonnen (peildatum 31 juli 2019):
| nr. | datum      | toernooi  | ronde        | tegenstandster | score         |         |
| --- | ---------- | --------- | ------------ | -------------- | ------------- | ------- |
| 1.  | 2019-07-08 | Wimbledon | vierde ronde | Ashleigh Barty | 3-6, 6-2, 6-3 | details |

### WTA-finaleplaatsen enkelspel
| nr.              | finale     | toernooi       | ondergrond    | tegenstandster      | score         |         |
| ---------------- | ---------- | -------------- | ------------- | ------------------- | ------------- | ------- |
| gewonnen finales |            |                |               |                     |               |         |
| 1.               | 2014-10-12 | WTA Tianjin    | hardcourt     | Belinda Bencic      | 6-3, 6-4      | details |
| 2.               | 2019-06-16 | WTA Rosmalen   | gras          | Kiki Bertens        | 0-6, 7-6, 7-5 | details |
| 3.               | 2021-11-12 | WTA Linz       | hardcourt (i) | Jaqueline Cristian  | 2-6, 6-2, 7-5 | details |
| verloren finales |            |                |               |                     |               |         |
| 01.              | 2016-01-09 | WTA Shenzhen   | hardcourt     | Agnieszka Radwańska | 3-6, 2-6      | details |
| 02.              | 2016-06-12 | WTA Nottingham | gras          | Karolína Plíšková   | 6-7, 5-7      | details |
| 03.              | 2016-10-16 | WTA Tianjin    | hardcourt     | Peng Shuai          | 6-7, 2-6      | details |
| 04.              | 2017-01-07 | WTA Shenzhen   | hardcourt     | Kateřina Siniaková  | 3-6, 4-6      | details |
| 05.              | 2018-05-26 | WTA Neurenberg | gravel        | Johanna Larsson     | 6-7, 4-6      | details |
| 06.              | 2019-01-05 | WTA Shenzhen   | hardcourt     | Aryna Sabalenka     | 6-4, 6-7, 3-6 | details |
| 07.              | 2019-09-28 | WTA Wuhan      | hardcourt     | Aryna Sabalenka     | 3-6, 6-3, 1-6 | details |
| 08.              | 2021-09-19 | WTA Portorož   | hardcourt     | Jasmine Paolini     | 6-7, 2-6      | details |
| 09.              | 2022-01-15 | WTA Adelaide   | hardcourt     | Madison Keys        | 1-6, 2-6      | details |
| 10.              | 2022-06-12 | WTA Nottingham | gras          | Beatriz Haddad Maia | 4-6, 6-1, 3-6 | details |

### WTA-finaleplaatsen dubbelspel
geen

### Gewonnen ITF-toernooien enkelspel
| nr. | finale     | toernooi       | dotatie  | ondergrond    | tegenstandster in finale | score         |
| --- | ---------- | -------------- | -------- | ------------- | ------------------------ | ------------- |
| 1.  | 2009-10-11 | Troy           | $50.000  | hardcourt     | Christina McHale         | 6-4, 2-6, 7-5 |
| 2.  | 2010-10-10 | Barnstaple     | $75.000  | hardcourt (i) | Johanna Larsson          | 6-2, 6-0      |
| 3.  | 2010-10-17 | Joué-lès-Tours | $50.000  | hardcourt (i) | Vesna Manasieva          | 5-7, 6-4, 6-1 |
| 4.  | 2010-10-24 | Saint-Raphaël  | $50.000  | hardcourt (i) | Urszula Radwańska        | 6-4, 6-2      |
| 5.  | 2011-10-16 | Joué-lès-Tours | $50.000  | hardcourt (i) | Akgul Amanmuradova       | 2-6, 6-2, 7-5 |
| 6.  | 2011-11-06 | Nantes         | $50.000  | hardcourt (i) | Iryna Brémond            | 6-1, 6-4      |
| 7.  | 2016-06-03 | Eastbourne     | $50.000  | gras          | Tara Moore               | 4-6, 7-6, 6-3 |
| 8.  | 2018-06-10 | Surbiton       | $100.000 | gras          | Conny Perrin             | 6-2, 6-4      |
| 9.  | 2019-06-09 | Surbiton       | $100.000 | gras          | Magdaléna Rybáriková     | 6-7, 6-2, 6-2 |

### Gewonnen ITF-toernooien dubbelspel
| nr. | finale     | toernooi    | dotatie | ondergrond | partner         | tegenstandsters in finale          | score            |
| --- | ---------- | ----------- | ------- | ---------- | --------------- | ---------------------------------- | ---------------- |
| 1.  | 2009-06-06 | Hilton Head | $10.000 | hardcourt  | Jacqueline Cako | Natalie Pluskota Caitlin Whoriskey | 6-3, 3-6, [10-6] |

## Resultaten grandslamtoernooien
| Legenda | Legenda                          |
| ------- | -------------------------------- |
| g.t.    | geen toernooi gehouden           |
| l.c.    | lagere categorie                 |
| –       | niet deelgenomen                 |
| G       | uitgeschakeld in de groepsfase   |
| 1R      | uitgeschakeld in de eerste ronde |
| 2R      | uitgeschakeld in de tweede ronde |
| 3R      | uitgeschakeld in de derde ronde  |
| 4R      | uitgeschakeld in de vierde ronde |
| KF      | uitgeschakeld in de kwartfinale  |
| HF      | uitgeschakeld in de halve finale |
| F       | de finale verloren               |
| W       | het toernooi gewonnen            |
| w-v     | winst/verlies-balans             |

### Enkelspel
| toernooi        | 2010 | 2011 | 2012 | 2013 | 2014 | 2015 | 2016 | 2017 | 2018 | 2019 | 2020 | 2021 | 2022 |
| --------------- | ---- | ---- | ---- | ---- | ---- | ---- | ---- | ---- | ---- | ---- | ---- | ---- | ---- |
| Australian Open | –    | 1R   | 1R   | –    | 3R   | 1R   | 1R   | 3R   | 1R   | 1R   | 4R   | 1R   | 2R   |
| Roland Garros   | –    | –    | –    | –    | 2R   | 1R   | 1R   | 1R   | 1R   | 1R   | 1R   | –    | 2R   |
| Wimbledon       | 1R   | 1R   | –    | 3R   | 3R   | 1R   | 1R   | 3R   | 2R   | KF   | g.t. | 1R   | 3R   |
| US Open         | –    | 1R   | –    | 4R   | 1R   | 1R   | 1R   | 1R   | 1R   | 2R   | 2R   | 1R   | 4R   |

### Vrouwendubbelspel
| toernooi        | 2011 |    | 2013 | 2014 | 2015 | 2016 | 2017 | 2018 | 2019 | 2020 | 2021 | 2022 |
| --------------- | ---- | -- | ---- | ---- | ---- | ---- | ---- | ---- | ---- | ---- | ---- | ---- |
| Australian Open | –    | –  | 3R   | 1R   | –    | 1R   | 1R   | HF   | 3R   | 1R   | 1R   |      |
| Roland Garros   | –    | –  | 3R   | 1R   | –    | 2R   | 1R   | 1R   | 2R   | –    | –    |      |
| Wimbledon       | –    | –  | 2R   | 1R   | 1R   | 1R   | 1R   | 2R   | g.t. | –    | 3R   |      |
| US Open         | 1R   | 2R | 2R   | 1R   | 2R   | 1R   | 1R   | 1R   | KF   | 1R   | –    |      |